# Движения растений

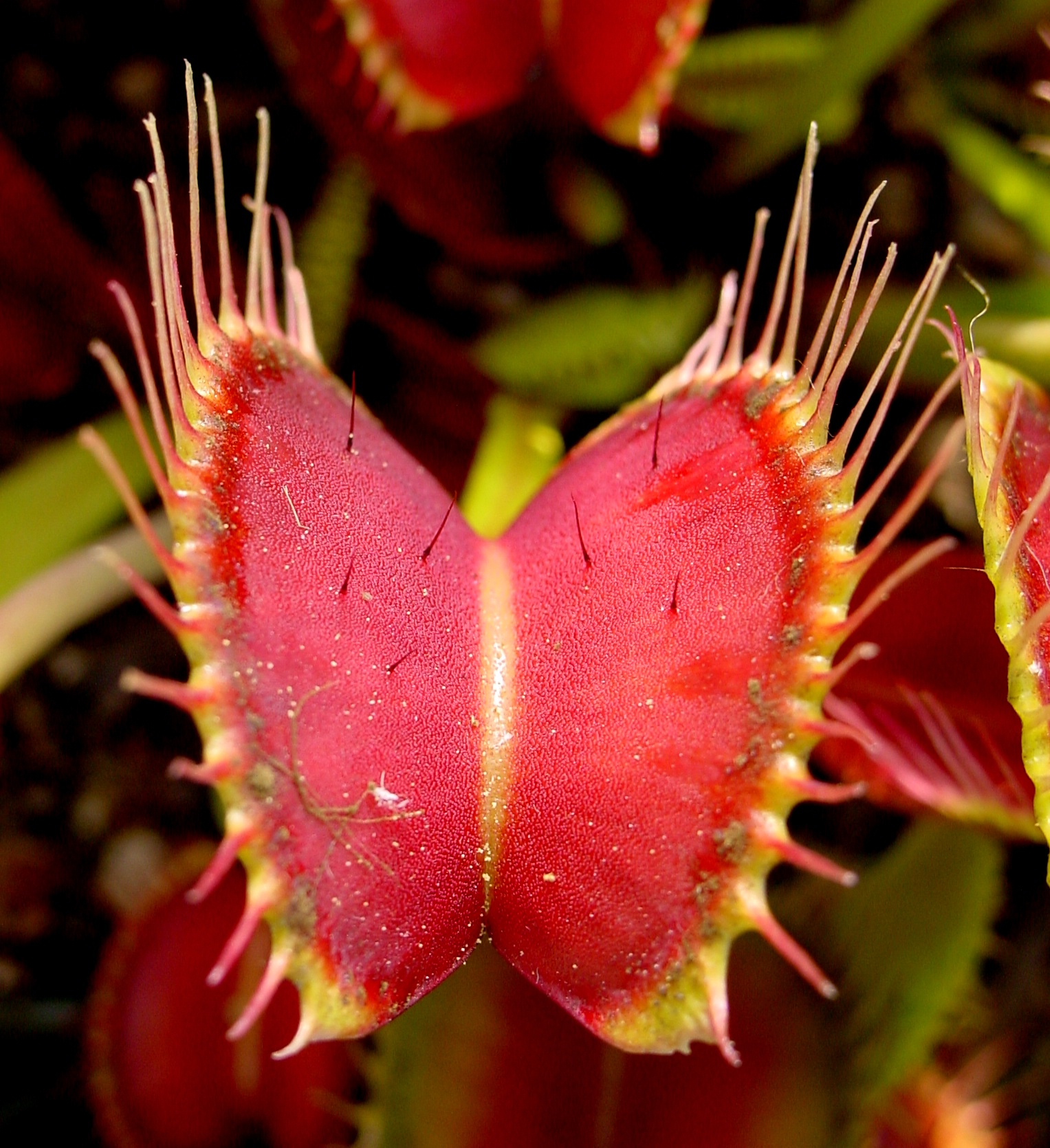
Венерина мухоловка — представитель весьма небольшой категории растений, способных к быстрым движениям

Бы́стрые движе́ния расте́ний являются разновидностью движений у растений, осуществляющихся сравнительно быстро, иногда менее чем за секунду. Например, Венерина мухоловка закрывает створки листа за 100 миллисекунд. Цветок кизила канадского открывает лепестки и выстреливает пыльцой менее чем за половину миллисекунды. Известным на данный момент рекордистом является шелковица белая, цветки которой за 25 мкс разгоняют лепестки до половины скорости звука, приближаясь к теоретическому пределу скорости для растений вообще.
Такие быстрые движения отличаются от куда более обычных, но заметно более медленных движений растений, называемых тропизмами.
Некоторые виды обладают движениями, необратимыми по своей природе (например, выполняемыми мёртвыми частями растения или сопровождающимися разрушением органа). Другая часть растений способна к более совершенной форме движения, которое в таком случае является обратимым и многократным.
Последняя работа Чарльза Дарвина, опубликованная в 1880 году незадолго до его смерти, была посвящена явлению движения растений и называлась «Сила движения растений» (англ. The Power of Movement in Plants).
Ниже приводятся некоторые из растений, способных к быстрым движениям.

## Насекомоядные растения
- Венерина мухоловка (Dionaea muscipula)
- Альдрованда (Aldrovanda vesiculosa)
- Пузырчатка (Utricularia)
- Росянка (часть видов) (Drosera)

## Растения, двигающие листьями в силу причин, не связанных с насекомоядностью

Мимоза стыдливая складывает листья в ответ на прикосновение

- Мимоза стыдливая (Mimosa pudica)
- Mimosa nuttallii
- Codariocalyx motorius
- Chamaecrista fasciculata
- Chamaecrista nictitans
- Schrankia roemeriana
- Neptunia lutea

## Растения, при помощи движений распространяющие пыльцу или семена
- Бешеный огурец (Ecballium agreste)
- Недотрога (Impatiens x)
- Hura crepitans
- Стилидиум (Stylidium)
- Дерён канадский (Cornus canadensis)
- Шелковица белая (Morus alba)[2]
- Орхидеи рода Catasetum
- Арцеутобиум  (Arceuthobium)
- Гамамелис (Hamamelis)